# Remo nos Jogos Olímpicos de Verão de 2024 - Quatro sem feminino
A competição do quatro sem feminino do remo nos Jogos Olímpicos de Verão de 2024 ocorreu entre 28 de julho e 1 de agosto de 2024 no Estádio Náutico de Vaires-sur-Marne, na Ilha de França. Um total de 36 remadoras representando nove Comitês Olímpicos Nacionais (CON) participaram do evento.

## Qualificação
Cada CON poderia classificar um único barco (quatro remadoras) no quatro sem feminino. Um total de nove vagas estavam disponíveis, sendo distribuídas da seguinte forma:
- 7 pelo Campeonato Mundial de Remo de 2023;
- 2 pela regata final de qualificação olímpica.

## Formato
No "quatro sem" cada barco é impulsionado por quatro remadoras. Por serem barcos de pontas, cada remadora tem remos em apenas um lado, de forma alternada; isso contrasta com os barcos parelhos em que cada remadora usa dois remos, um de cada lado do barco. A competição consiste em rodadas e usa o formato de três fases. As finais são realizadas para determinar a colocação de cada barco (na final A são definidas as medalhistas). O percurso usa a distância de 2000 metros que se tornou o padrão olímpico para as mulheres em 1992.

## Calendário
Horário local (UTC+2)
| Dia         | Horário | Fase          |
| ----------- | ------- | ------------- |
| 28 de julho | 12:30   | Eliminatórias |
| 30 de julho | 11:30   | Repescagem    |
| 1 de agosto | 10:54   | Final B       |
| 1 de agosto | 11:50   | Final A       |

## Medalhistas
|  | NED Países Baixos                                                   |  | GBR Grã-Bretanha                                          |  | NZL Nova Zelândia                                       |
|  | Benthe Boonstra Hermijntje Drenth Tinka Offereins Marloes Oldenburg |  | Esme Booth Helen Glover Samantha Redgrave Rebecca Shorten |  | Jackie Gowler Davina Waddy Kerri Williams Phoebe Spoors |

## Resultados

### Eliminatórias

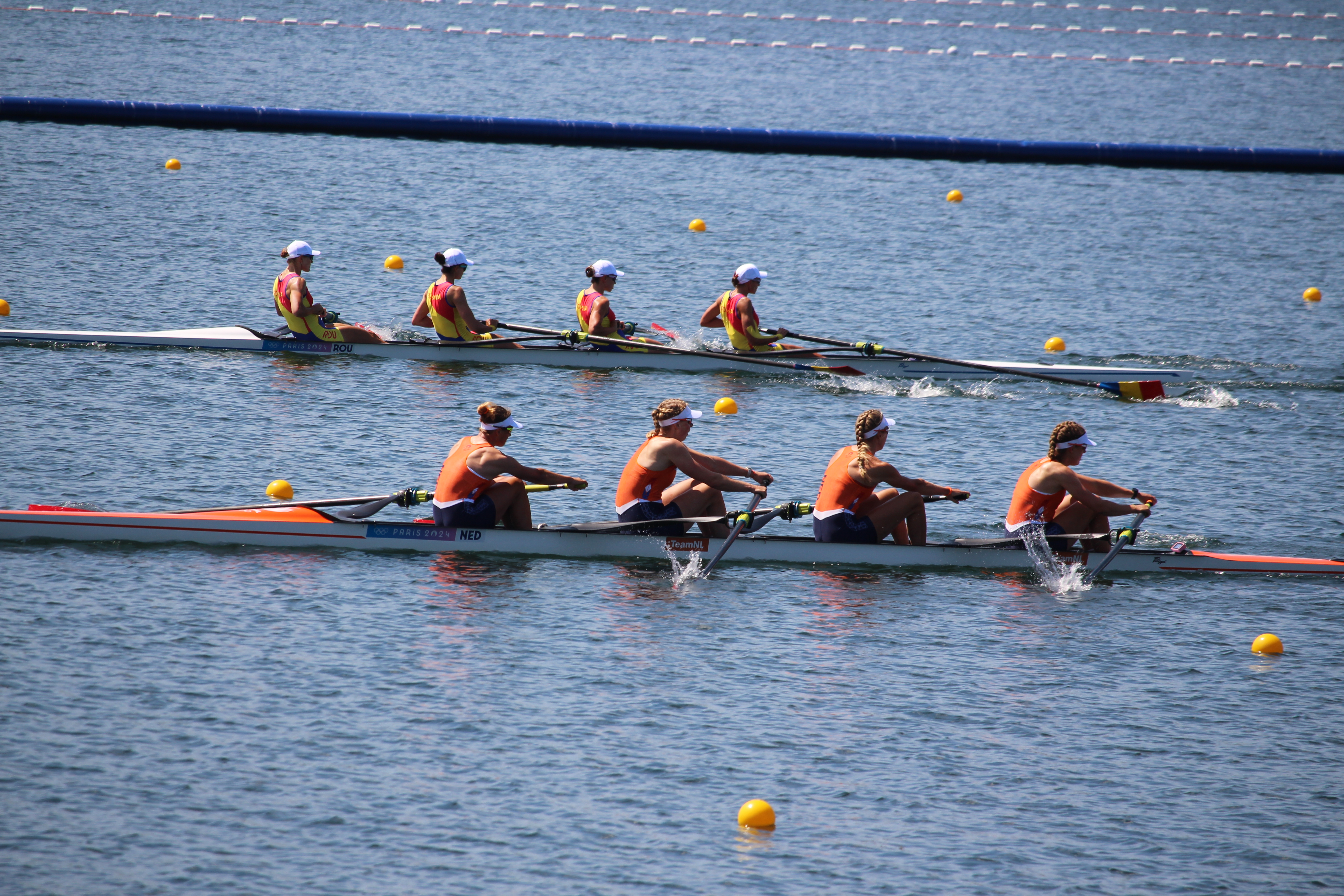
Barcos da Romênia (cima) e dos Países Baixos durante a segunda bateria das eliminatórias

As duas primeiras de cada bateria se classificam para a Final A, enquanto as restantes disputam a repescagem.
Eliminatória 1
| Pos. | Raia | Remadoras                                                                               | CON                | Tempo   | Notas |
| ---- | ---- | --------------------------------------------------------------------------------------- | ------------------ | ------- | ----- |
| 1    | 2    | Esme Booth Helen Glover Samantha Redgrave Rebecca Shorten                               | GBR Grã-Bretanha   | 6:42.57 | FA    |
| 2    | 4    | Jackie Gowler Davina Waddy Kerri Williams Phoebe Spoors                                 | NZL Nova Zelândia  | 6:45.44 | FA    |
| 3    | 5    | Zhang Shuxian Liu Xiaoxin Wang Zifeng Xu Xingye                                         | CHN China          | 6:49.12 | R     |
| 4    | 1    | Emily Kallfelz Kaitlin Knifton Mary Mazzio-Manson Kelsey Reelick                        | USA Estados Unidos | 6:49.66 | R     |
| 5    | 3    | Astrid Steensberg Frida Sanggaard Nielsen Marie Skytte Hauberg Johannesen Julie Poulsen | DEN Dinamarca      | 6:56.70 | R     |

Eliminatória 2
| Pos. | Raia | Remadoras                                                             | CON               | Tempo   | Notas |
| ---- | ---- | --------------------------------------------------------------------- | ----------------- | ------- | ----- |
| 1    | 4    | Benthe Boonstra Hermijntje Drenth Tinka Offereins Marloes Oldenburg   | NED Países Baixos | 6:43.71 | FA    |
| 2    | 2    | Iulia-Liliana Balaucă Larisa Bogdan Maria Lehaci Maria-Magdalena Rusu | ROU Romênia       | 6:44.55 | FA    |
| 3    | 1    | Emily Hegarty Eimear Lambe Natalie Long Imogen Magner                 | IRL Irlanda       | 6:51.75 | R     |
| 4    | 3    | Olympia Aldersey Jean Mitchell Lily Alton-Triggs Molly Goodman        | AUS Austrália     | 6:59.86 | R     |

### Repescagem
As duas primeiras se classificam para a Final A, enquanto as restantes avançam para a Final B (fora da chance de medalhas).
| Pos. | Raia | Remadoras                                                                               | CON                | Tempo   | Notas |
| ---- | ---- | --------------------------------------------------------------------------------------- | ------------------ | ------- | ----- |
| 1    | 2    | Emily Kallfelz Kaitlin Knifton Mary Mazzio-Manson Kelsey Reelick                        | USA Estados Unidos | 6:32.48 | FA    |
| 2    | 4    | Zhang Shuxian Liu Xiaoxin Wang Zifeng Xu Xingye                                         | CHN China          | 6:33.60 | FA    |
| 3    | 1    | Astrid Steensberg Frida Sanggaard Nielsen Marie Skytte Hauberg Johannesen Julie Poulsen | DEN Dinamarca      | 6:35.65 | FB    |
| 4    | 3    | Emily Hegarty Eimear Lambe Natalie Long Imogen Magner                                   | IRL Irlanda        | 6:38.10 | FB    |
| 5    | 5    | Olympia Aldersey Jean Mitchell Lily Alton-Triggs Molly Goodman                          | AUS Austrália      | 6:43.70 | FB    |

### Finais
As regatas finais definem as posições de todas as remadoras. Na Final A são decididas as medalhistas.
Final B
| Pos. | Raia | Remadoras                                                                               | CON           | Tempo   |
| ---- | ---- | --------------------------------------------------------------------------------------- | ------------- | ------- |
| 7    | 1    | Emily Hegarty Eimear Lambe Natalie Long Imogen Magner                                   | IRL Irlanda   | 6:34.74 |
| 8    | 2    | Astrid Steensberg Frida Sanggaard Nielsen Marie Skytte Hauberg Johannesen Julie Poulsen | DEN Dinamarca | 6:36.43 |
| 9    | 3    | Olympia Aldersey Jean Mitchell Lily Alton-Triggs Molly Goodman                          | AUS Austrália | 6:39.28 |

Final A
| Pos.              | Raia | Remadoras                                                             | CON                | Tempo   |
| ----------------- | ---- | --------------------------------------------------------------------- | ------------------ | ------- |
| Medalha de ouro   | 4    | Benthe Boonstra Hermijntje Drenth Tinka Offereins Marloes Oldenburg   | NED Países Baixos  | 6:27.13 |
| Medalha de prata  | 3    | Esme Booth Helen Glover Samantha Redgrave Rebecca Shorten             | GBR Grã-Bretanha   | 6:27.31 |
| Medalha de bronze | 2    | Jackie Gowler Davina Waddy Kerri Williams Phoebe Spoors               | NZL Nova Zelândia  | 6:29.08 |
| 4                 | 5    | Iulia-Liliana Balaucă Larisa Bogdan Maria Lehaci Maria-Magdalena Rusu | ROU Romênia        | 6:29.52 |
| 5                 | 6    | Emily Kallfelz Kaitlin Knifton Mary Mazzio-Manson Kelsey Reelick      | USA Estados Unidos | 6:34.88 |
| 6                 | 1    | Zhang Shuxian Liu Xiaoxin Wang Zifeng Xu Xingye                       | CHN China          | 6:36.18 |